# Lassa (Togo)
Pour les articles homonymes, voir Lassa.
Lassa est une ville du Togo.

## Géographie
Lassa est situé à environ 48 km de Kara, dans la région de la Kara

## Vie économique
- Marché traditionnel le mardi

## Lieux publics
- École primaire
- Dispensaire